# Idaea associata
Idaea associata är en fjärilsart som beskrevs av W. Warren 1897. Idaea associata ingår i släktet Idaea och familjen mätare. Inga underarter finns listade i Catalogue of Life.